# Мертвы, пока светло
«Мертвы, пока светло» — первая книга из цикла «Вампирские тайны» о Сьюки Стакхаус писательницы Шарлин Харрис. Книга была опубликована в 2001 году. Роман награждён «Anthony Award»; номинировался на фантастический «Локус»-2002 (21 место в категории «fantasy novel») и детективную «Агата»-2001). 
В книге рассказывается о знакомстве официантки Сьюки  Стакхаус и вампира Билла Комптона, вспыхнувшей между ними любви и первом совместном расследовании.

## Сюжет
Сьюки Стэкхаус — официантка, работающая в баре «У Мерлотта» в городе Бон-Тэмпс. Она живёт в мире, где не так давно вампиры перестали скрываться и пытаются стать членами общества и законными гражданами. Благодаря японским учёным, создавшим синтетическую кровь, вампирам больше нет необходимости скрываться и охотиться на людей. Но не всем приходится по вкусу искусственная кровь.
Сьюки живет вместе со своей бабушкой Адель Стэкхаус. Сьюки - телепат, способный читать мысли всех людей, на которые она иногда по неосторожности отвечает. Это приводит к тому, что многие жители города считают её ненормальной и сумасшедшей.
Однажды в бар, где она работает, приходит вампир Билл Комптон. Сьюки мгновенно влюбляется в него, потому что она не может читать мысли Билла и отчасти потому, что он отличается от нормальных людей, как и она. Во время своего визита в бар Билл знакомится с парой Рэттрей. Эта встреча становится для него роковой. Рэтрреи берут Билла в плен и выкачивают из него кровь, которая высоко ценится на рынке наркотиков. Но Сьюки вовремя приходит Биллу на помощь и спасает его от неминуемой гибели.
В это же время в тихом городке Бон-Тэмпс происходит серия убийств, в которых люди винят вампиров, так как все убитые женщины общались с вампирами и имели на теле укусы. Одной из жертв становится Адель, заставшая преступника в доме, который планировал убить Сьюки.
После смерти бабушки у Сьюки с Биллом проходит первая ночь, и завязываются крепкие отношения. Также Сьюки узнаёт, что её босс Сэм Мерлотт является перевёртышем (он способен превращаться в любого зверя), когда позволила бродячей собаке спать рядом с ней и утром обнаружила рядом голого Сэма.
В убийстве женщин полиция подозревает брата Сьюки, Джейсона и арестовывает его, так как он имел интимные отношения с двумя жертвами. Сьюки  пытается помочь своему брату. Она просит Билла, и он отвозит её в вампирский бар «Фангтазия» в Шривпорте, чтобы найти новые улики к убийствам.
«Фангтазия» принадлежит местному чиновнику-вампиру, шерифу пятого округа, которого зовут Эрик Нортман. Он намного старше и сильнее Билла. Ему более 1000 лет. Эрик заинтересован Сьюки, и узнаёт у Билла, может ли он забрать её себе. На что Билл отвечает: «Она моя!». Это означает, что никто не имеет право пить её кровь, кроме Билла. Эрик вскоре обнаруживает, что Сьюки может быть ему полезна, и ставит Билла в известность о том, что ему требуются телепатические способности Сьюки для определения человека, ворующего деньги из его бара. Сьюки узнаёт, что бармен Эрика, Длинная Тень виновен в краже денег. За это Длинная тень пытается убить Сьюки, но Билл вовремя спасает ей жизнь, пронзив вампира колом.
Покидая Сьюки по срочным делам, Билл опасаясь за её жизнь, приводит к ней вампира по имени Бубба в качестве охранника. Убийца, узнав о слабости вампира к крови кошек, подбрасывает ему одну, накачанную наркотиками, после чего Бубба теряет сознание. Оставшись без подмоги и не имея средств связи, Сьюки пытается убежать в направлении дома Билла. На кладбище рядом с домом её настигает убийца, которым является Рене Леньер. Он пытается убить Сьюки, но она сопротивляется и ранит его ножом, после чего вызывает помощь. Тяжело раненную Сьюки доставляют в больницу. Её навещают родные и близкие, а также доставляют цветы от знакомых. Один из букетов принадлежит Эрику. Вскоре Сьюки навещает Билл и сообщает ей о том, что он стал следователем пятого района. Они обнимаются, и Сьюки видит за окном парящего Эрика, который улыбнулся ей и исчез из вида.

## Экранизация
По сюжету книги телеканалом HBO снят американский телесериал «Настоящая кровь». На экраны он вышел с 7 сентября 2008 года.